# Stiel-Eiche Bärnsdorfer Straße

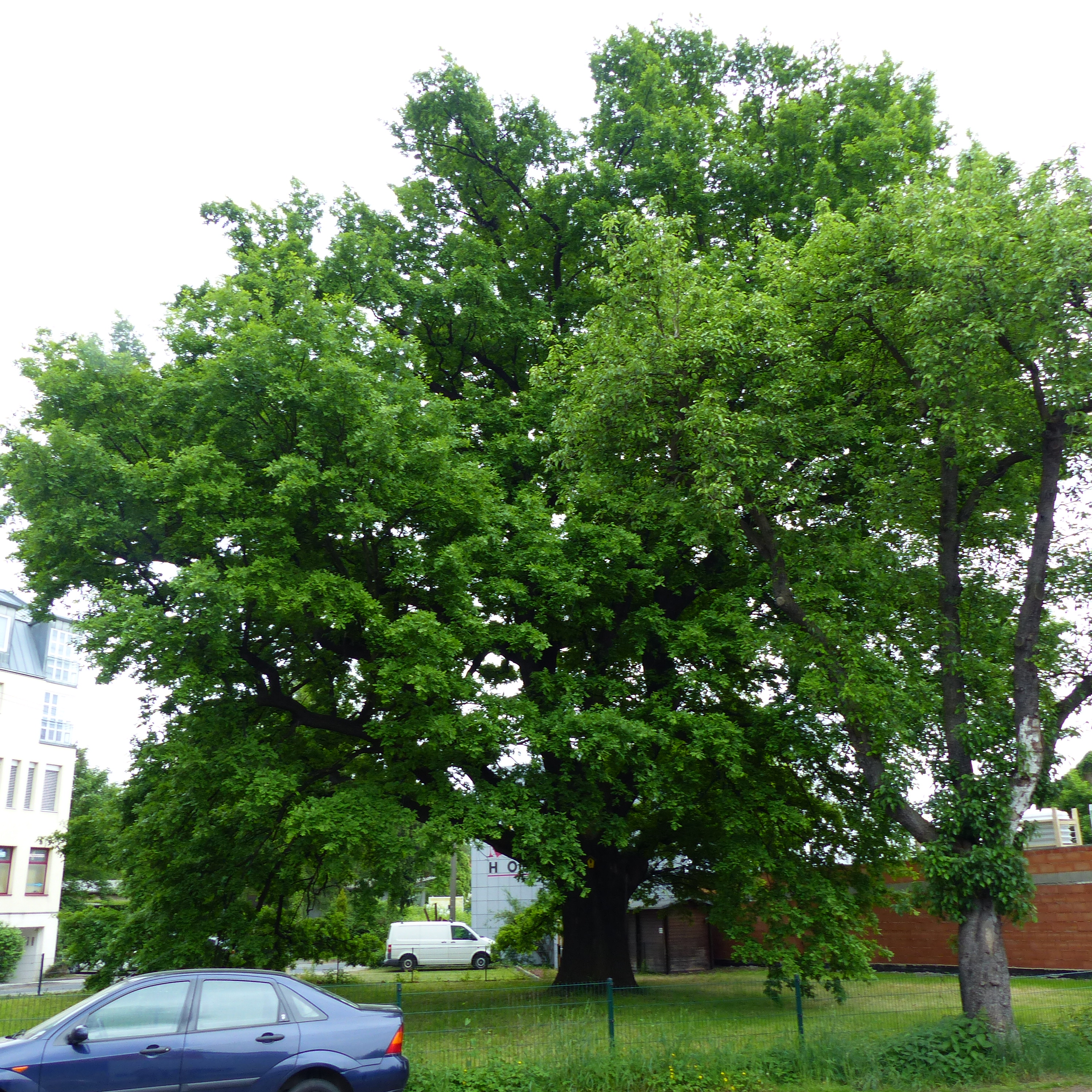
Stiel-Eiche Bärnsdorfer Straße

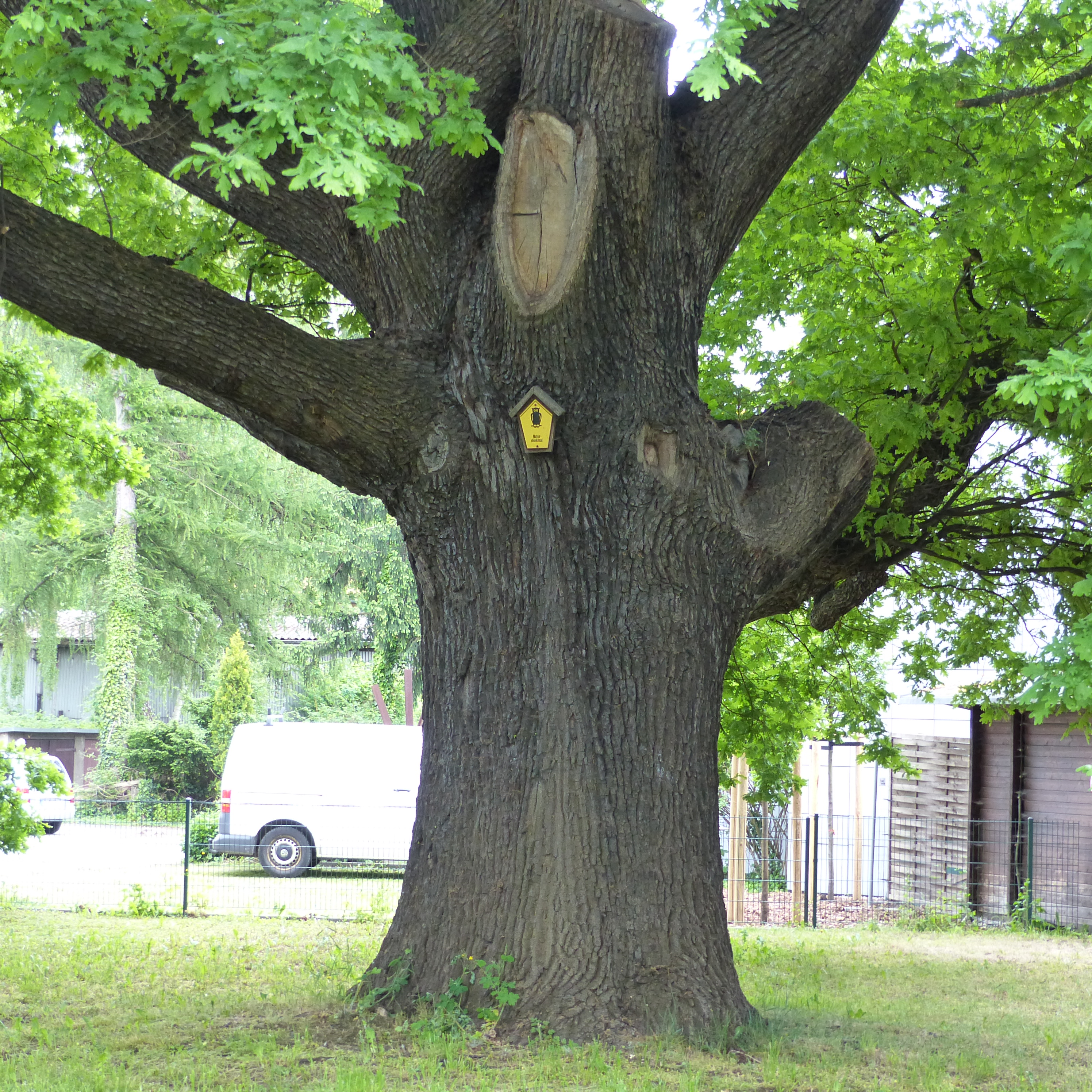
Eichenstamm

Die Stiel-Eiche Bärnsdorfer Straße ist ein als Einzelbaum ausgewiesenes Naturdenkmal (ND 29) in der Leipziger Vorstadt im Dresdner Stadtbezirk Neustadt. Die Stiel-Eiche (Quercus robur) steht südlich an der Verzweigung von Weinböhlaer Straße und Bärnsdorfer Straße, zugleich knapp 100 Meter südöstlich der Abzweigung der Hechtstraße von der Hansastraße (B 170). Mit einer Höhe von etwa 25 Metern, einem Kronendurchmesser von etwa 30 Metern und einem Stammumfang von 4,45 Metern ist die freistehende Eiche eine besondere Landmarke. Rund 150 Meter nordöstlich, auf dem Gelände des St.-Pauli-Friedhofs, stehen mit der Marschall- und der Meschwitz-Eiche zwei weitere um 1870/80 gepflanzte Eichen, die als Dresdner Gedenkbäume gelten.

## Geschichte
Der Standort der um 1880 gepflanzten Eiche gehörte vermutlich zum Biergarten der bis 1960 an der Straßenspitze befindlichen Gaststätte „Zur Grünen Aue“.
Ihre Größe und besondere Ausprägung begünstigten eine Unterschutzstellung, die mit Beschluss-Nr. 266/85 vom 3. Januar 1985 durch den Rat der Stadt Dresden erfolgte. Zeitgleich unter Schutz gestellt wurden im damaligen Stadtbezirk Dresden-Nord die Stiel-Eiche Döbelner Straße 24, die Kaditzer Linde und die mächtige Kiefer in der Dresdner Heide.